# Народна библиотека Угљевик
Народна библиотека Угљевик је јавна библиотека, уједно и централна библиотека у општини Угљевик. Народна библиотека налази се у улици Карађорђева бр. 3. Библиотека располаже са разноврсним књижним фондом.
Просторије библиотеке су смјештене у репрезентативном објекту, у ком се налази и Центар за културу "Филип Вишњић". Зграда изграђена у првој деценији 20. вијека реплика је зграде Дирекције Рудника Угљевик, која се налазила у Старом Угљевику.

## Организација
- Одјељење набавке и обраде
- Одјељење за одрасле
- Одјељење стручне књиге
- Дјечије одјељење
- Завичајно одјељење